# Хатуни (Смоленская область)
Хатуни — деревня в Ярцевском районе Смоленской области России. Входит в состав Подрощинского сельского поселения. Население — 3 жителя (2007 год). 
Расположена в центральной части области в 6 км к югу от Ярцева, в 9 км южнее автодороги М1 «Беларусь», на берегу реки Вопь. В 8 км севернее деревни расположена железнодорожная станция Ярцево на линии Москва — Минск.

## История
В годы Великой Отечественной войны деревня была оккупирована гитлеровскими войсками в июле 1941 года, освобождена в сентябре 1943 года.

## Жители
Бабуров Иван Борисович 1914 г.р  в годы Великой Отечественной войны - старший сержант 1016 артиллерийский полк, механик водитель. Был награжден орденом Красной звезды, медалью "За отвагу", медалью "За боевые заслуги"
Бабуров Иосиф Парфенович 1902-1941 проживал в д.Хатуни до призыва на фронт. Пекарь. Числится пропавшим без вести. Со слов сослуживцев эшелон в который был направлен Иосиф Парфенович попал под бомбежку. Позднее заявление на розыск подавала супруга - Меланья Петровна.
Бабуров Яков Титович  год рождения неизвестен. Призван на фронт с начала Великой Отечественной войны. Старшина. Убит и похоронен 12.7.1944 в братской могиле в Оранском районе Вилевской области. Сестра Евдокия Титовна. Другой информации нет.
Бобуров Андрей Ефимович 1889-1942 родился и проживал в д.Хатуни. позднее женился и переехал в г.Ярцево. Работал сапожником. Биографические данные скудные. С началом Великой Отечественной войны был призван на фронт, сведений о его дальнейшем местонахождении не было, лишь позднее, в послевоенные годы, появилась информация о том что Андрей Ефимович попал в плен. Супруга Дарья Федоровна. Были ли дети достоверно неизвестно.
Авдеенкова Евдокия Ефимовна (Бобурова) 1911-1992, родилась и проживала в д.Хатуни в период 1911-1941 г. до оккупации. Здесь она родилась, и здесь жили ее родители. Подзднее в 30-х годах Евдокия Ефимовна была назначена председателем колхоза. В конце 30-хх годов репрессии застали многих в деревне и в том числе ее отца и брата. Она продолжала жить здесь до войны. С ее слов известно, что после прорыва обороны и отступления Советских войск в октябре 1941 в деревню приехало две машины и БТР с гитлеровцами. Мужского населения к тому моменту в деревне уже не было - все ушли на фронт. Женщин и детей выгнали из хат, все дома в деревне подожгли и уехали дальше, не пробыв в деревне и часа.  Дочь Евдокии Ефимовны рассказывала позднее как врезался память горящий дом и как мать вытаскивала из задымленных сеней сундук с теплыми вещами, и как сидели  они на этом сундуке - мать и трое детей, смотря на догорающий дом и падающий снег. Последующие военные годы жили они в окрестных лесах в землянке. После освобождения Смоленщины, восстанавливать дом возможности не было. Семья переехала в г.Ярцево где Евдокия Ефимовна жила и работала до конца своих дней. Её дочь Раиса Павловна несколько раз возвращалась в Хатуни, мечтая построить здесь дом и переехать в него жить. Но этим планам не суждено было сбыться. Деревня постепенно пришла в запустение и к настоящему времени от нее остались лишь условные границы.